# John Egerton, 6:e hertig av Sutherland

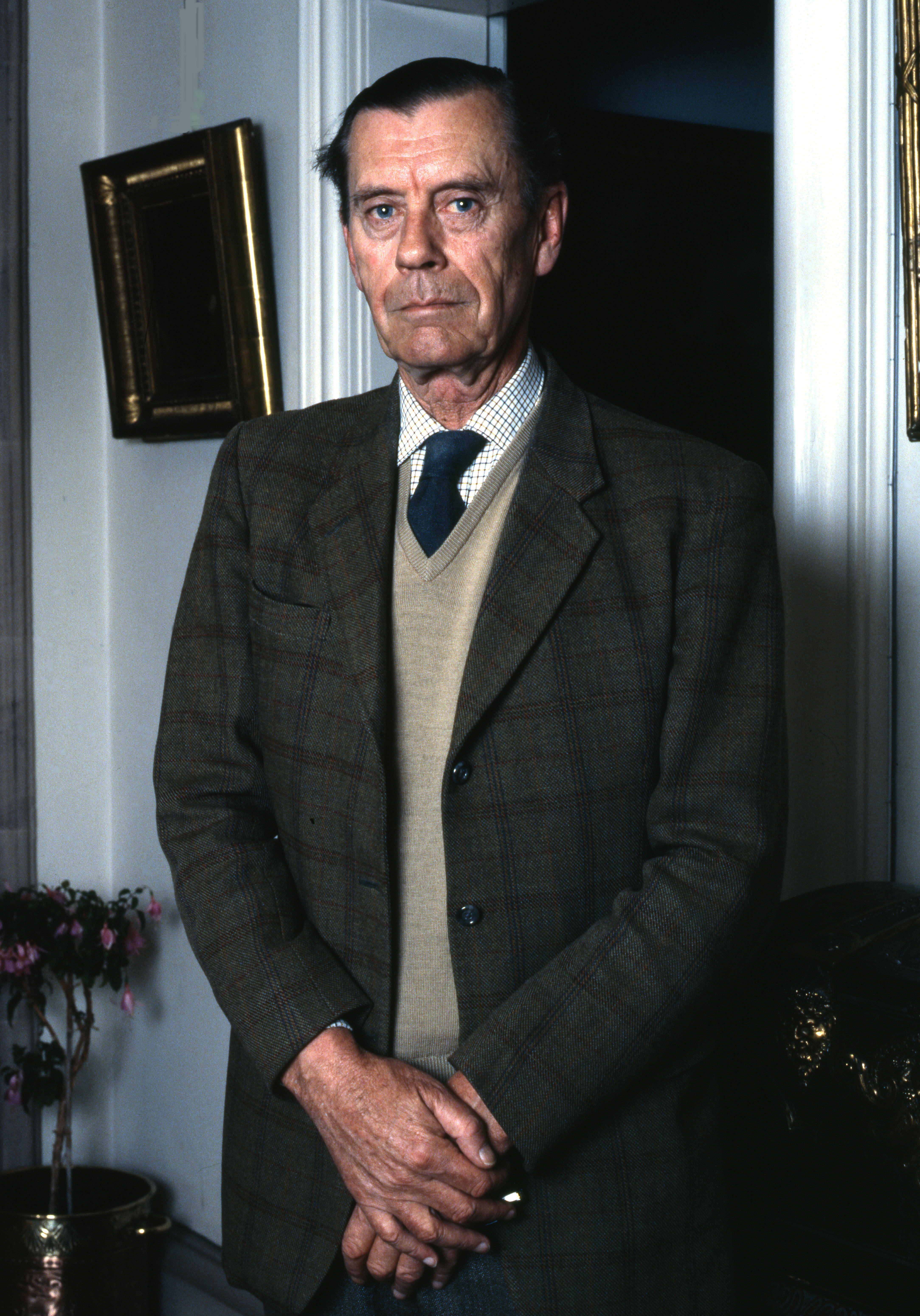
John Egerton, 6:e hertig av Sutherland

John Sutherland Egerton, 6:e hertig av Sutherland, 5:e earl av Ellesmere, född 1915, död 2000, var son till John Egerton, 4:e earl av Ellesmere (1872-1944) och hans maka, lady Violet Lambton (1880-1976) och sonsons sonson till George Granville Leveson-Gower, 1:e hertig av Sutherland, 2:e markis av Stafford (1758-1833).
Han gifte sig 1939 i Westminster Abbey i London med lady Diana Evelyn Percy (1917-1978) och ingick ett andra äktenskap 1979 med Evelyn Mary Moubray (1929- ). Båda äktenskapen var barnlösa. Hans titlar ärvdes av Francis Egerton, 7:e hertig av Sutherland, vars far var hans kusin.